# Condado de Fayette (Iowa)
O Condado de Fayette é um dos 99 condados do estado norte-americano de Iowa. A sede do condado é West Union, e a sua maior cidade é Oelwein. O condado tem uma área de 1894 km² (dos quais 1 km² está coberto por água), uma população de 20 880 habitantes, e uma densidade populacional de 11,0 hab/km² (segundo o censo nacional de 2010). O condado foi fundado em 1837 e recebeu o seu nome em homenagem ao Marquês de La Fayette (1757–1834), político e militar francês, que participou na Guerra da Independência dos Estados Unidos da América e nos primórdios da Revolução Francesa.